# Coemansia aciculifera
Coemansia aciculifera är en svampart som beskrevs av Linder 1943. Coemansia aciculifera ingår i släktet Coemansia och familjen Kickxellaceae.   Inga underarter finns listade i Catalogue of Life.